# Gespräche in dem Reiche derer Todten
Gespräche in dem Reiche derer Todten war eine Moralische Wochenschrift, die zwischen 1718 und 1739 von David Faßmann aus Oberwiesenthal zunächst bei Körner, später bei Deer (beide in Leipzig) herausgegeben wurde. Sie hatte zunächst eine Auflage von maximal 3.000 Exemplaren. Einzelne Nachdrucke brachten es auf bis zu 15.000 Exemplare.
Es erschienen 240 Entrevuen (Befragungen).

## Ausgaben
- Digitalisate der ULB Halle.